# 紅葉村土石流掩埋事件
紅葉村土石流掩埋事件為一起發生於臺灣臺東縣延平鄉紅葉村的土石流災害，該起事件造成紅葉村第2鄰20多戶民宅遭土石淹沒，以及第1鄰、第3鄰有部分民宅受損，總計有30多戶民宅於此次事件中遭土石沖毀，但所幸紅葉村於土石流爆發前即撤村，因此沒有造成人員傷亡。而這起土石流災害事件也是該地區近50年來最慘重的土石流災情。

## 事件經過
2016年9月12日，強烈颱風莫蘭蒂沿巴士海峽接近臺灣，中央氣象局分別在當天晚上11點30分及隔天上午8點30分發布海上陸上颱風警報。
9月14日，莫蘭蒂颱風之暴風圈持續侵襲臺灣東部及南部地區，其所夾帶的大量雨水讓臺東縣延平鄉24小時的時雨量高達500mm，成為全臺整點時雨量最多的地區。
9月15日，連續兩天的強降雨已讓延平鄉累積雨量突破600mm。清晨4點左右，居住於紅葉村第二鄰的村長胡再福，忽然聽見轟隆巨響，他出門往紅葉村後方之山坡看去，發現有大量土石崩塌向村落襲來，因此立即使用村里廣播緊急撤離村民。並向臺東縣政府災害應變中心請求調派中華民國國軍官兵協助將撤離的村民暫時安置在鄰近桃源村的桃源國小內。
到了清晨5點左右，土石流已流入到前延平鄉長胡武仁的房屋，連屋外搭建的傳統布農族家屋也遭土石流沖倒。
上午10點，紅葉國小主任謝祥冠、田紹平等人見雨勢變小，認為災情稍緩後，駕車返回位在紅葉村的租屋處查看情況以及拿取貴重物品時，驚見土石流再度爆發，沿著道路衝入村落中，兩人立即逃離，所幸兩人均平安無事。在此之後紅葉村對外交通要道也完全中斷。
時任臺東縣縣長黃健庭也在災害當天上午前往紅葉村民暫置的桃源國小進行探視慰問，並表示將指示縣政府社會處及延平鄉公所協助改善安置環境，以及協調中華民國紅十字會運送床墊寢具等、臺灣自來水公司盡早修復民生供水與派遣水車供應應急用水，也感謝慈濟基金會來到桃源國小為災民提供食物。
9月16日，紅葉村村民開始返回紅葉村勘查災情，並帶走貴重物品。延平鄉長胡榮典表示，雖然莫蘭蒂颱風已遠離，然而後續仍有中度颱風馬勒卡緊接而來，因此相關村里復建工作須待馬勒卡颱風遠離後，才能開始動作，目前暫時無法進行。而村民也暫時安置桃源國小內。
目前因土石流受創的紅葉村1、2、3鄰的居民，其住所已不堪居住，因此延平鄉公所與法務部矯正署協調，借調位於武陵村的臺東戒治所內設備齊全的懇親宿舍供災民暫時居住。另一部分災民則安置於巴喜告教會內。
國軍也在災後派遣150名官兵及重型機具進駐到土石流掩埋區中協助災民清理家園。並且陸軍官兵也表示，幸好當初及早撤離居民，否則紅葉村土石流災害恐成小林村第二。
9月21日，行政院原住民族委員會、行政院農業委員會及旗下的行政院農業委員會水土保持局皆派人前往勘災。其中，水保局的專家勘查過造成紅葉村土石流的山崩區後表示，初步勘查後紅葉村尚不至於要到遷村的地步，但須以疏導排水之工法來復原山坡地。
為加速災區復原速度，陸軍臺東地區指揮部於9月22日加派200名國軍官兵進駐災區協助清理。
9月25日上午，中華民國總統蔡英文南下前往紅葉村災區視察，以及了解當前國軍災後清理及復原的進度。直到9月25日為止，共計有陸軍臺東地區指揮部及中華民國空軍第七三七聯隊志航基地100名官兵及相關重型機具、臺東作戰分區100名官兵等合計200多名國軍投入協助民宅內的土砂清理與紅葉托兒所的整理。其中共有30名設籍於延平鄉的官兵志願返鄉協助清理。
10月12日，行政院公共工程委員會會同原住民族委員會、內政部、經濟部、財政部、法務部、行政院農業委員會水土保持局、臺東縣政府等政府機關及NGO慈善團體出席召開「臺東縣延平鄉紅葉村及大武鄉愛國蒲部落災後復原重建」協調會，會中針對紅葉村及愛國蒲部落之居民臨時安置、崩塌地緊急處理情形、部落現況及遷建地安全評估、部落受損及復原、居民遷建意願調查、後續相關工作項目、經費需求、期程規劃等進行報告及討論，透過工程會統籌建立專案平台，完成各機關(構)之分工，及橫向聯繫之管道，以加速本案災後重建的腳步。

## 救災動員
國防部表示，自紅葉村土石流爆發後，於9月19日起國軍官兵開始進駐災區協助清理，直至9月23日為止，合計陸軍臺東地區指揮部以及空軍737聯隊已累計出動兵力744人次、車輛機具6類62車次，並且已清運出土石有1,550噸。

## 事件調查

### 土石流肇因
水土保持局臺東分局初步先偕同其他行政單位共同進行災區復建工作，並以快速簡易工法抑制崩塌區擴大，後續將再進行整體災害評估，並徹底瞭解致災原因，擬定因應治理對策。往後也將編列經費進行災區復建工作。

### 防護措施

#### 初步緊急措施
水土保持局人員進駐災區後，於9月17日清空河道瓶頸段的紅谷橋斷面。9月19日時完成山澗主流開挖深槽200公尺，並完成村落巷道泥沙清除150公尺、第一道防護截水溝105公尺以及第二道防護導流主堤40公尺等應急工程，上述多項臨時措施可有效暫時導流災害性土石流並繞過紅葉村。

## 災害圖集

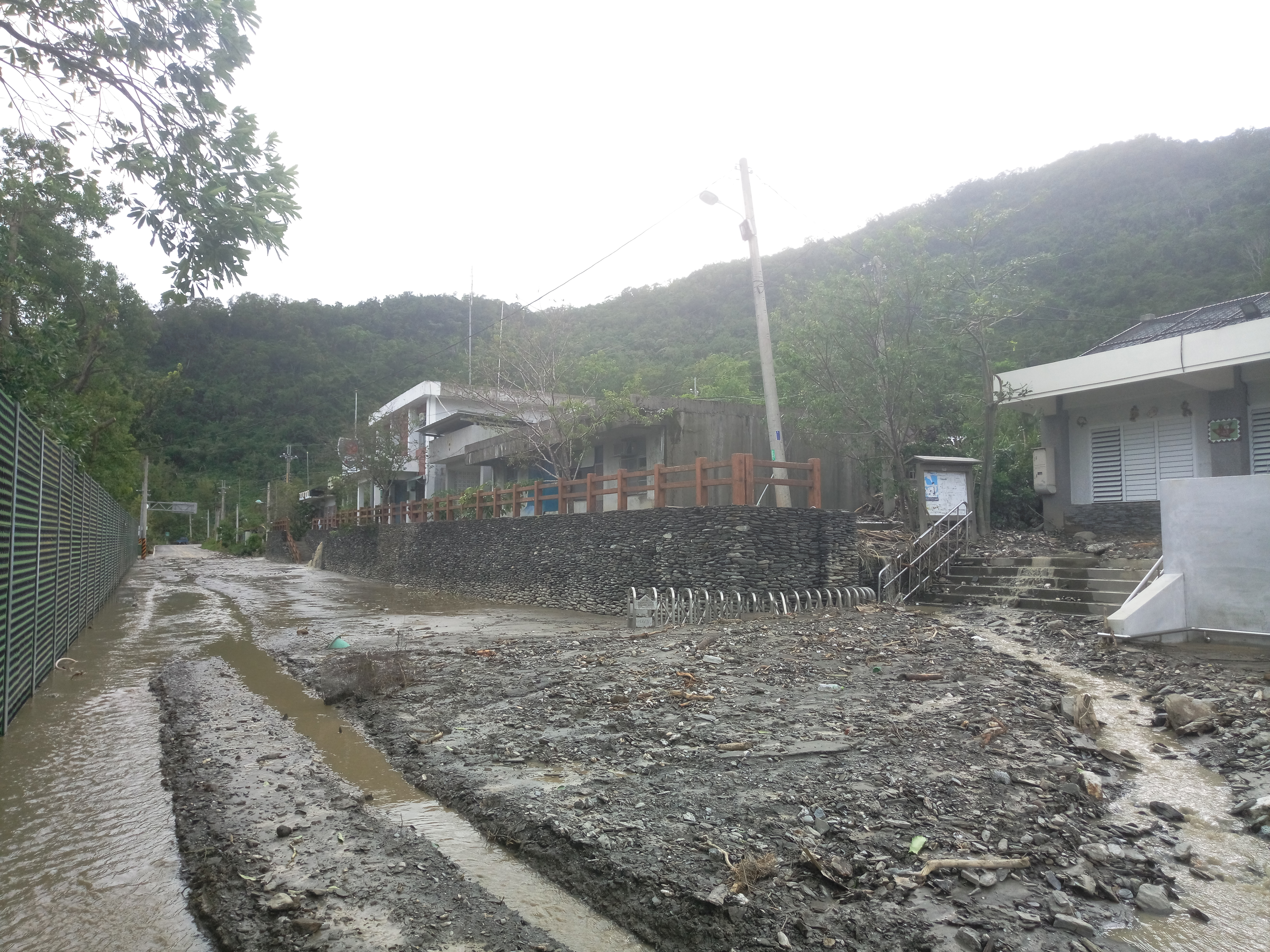
遭土石流掩埋的紅葉村主要幹道紅谷路。
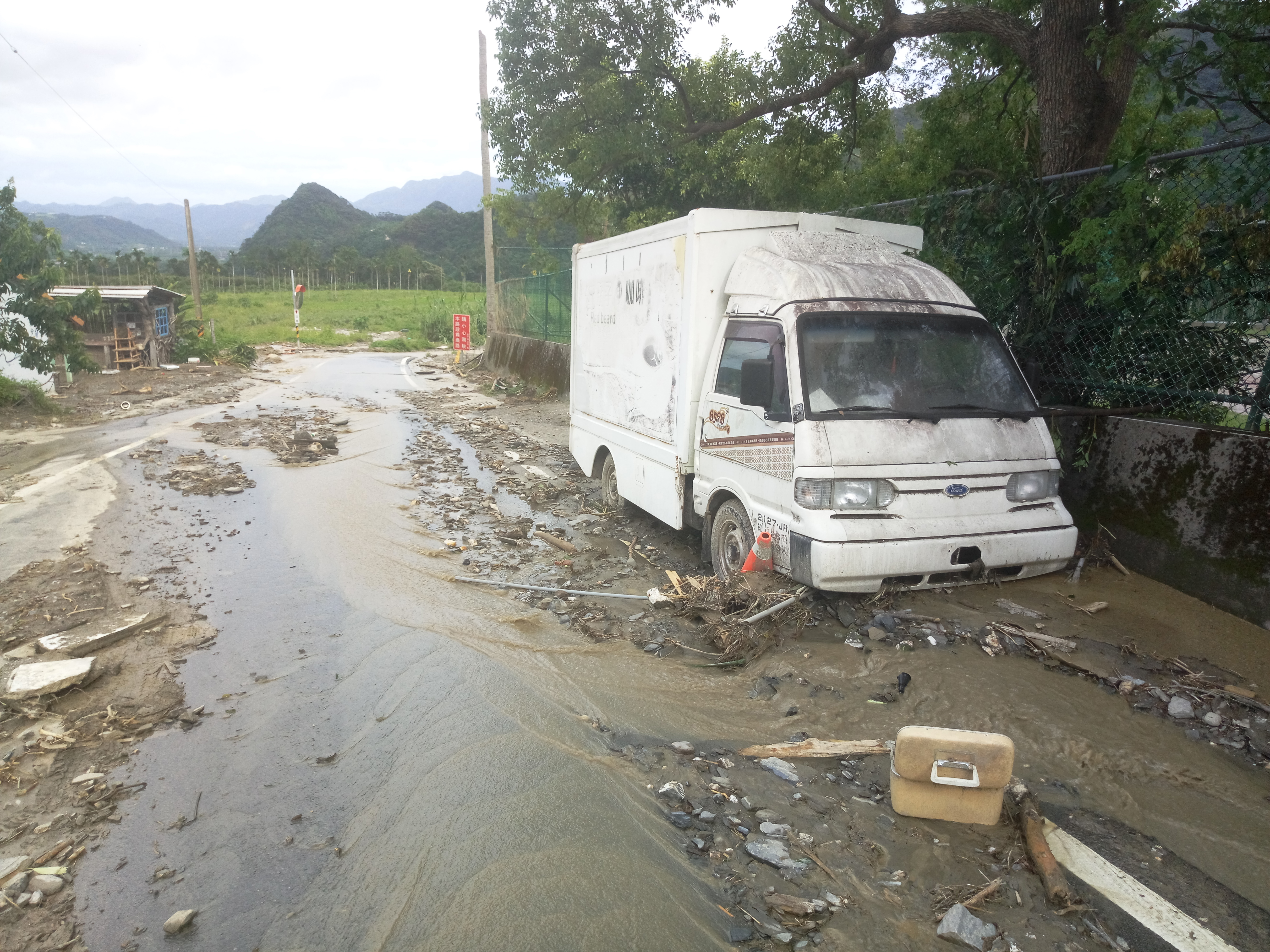
紅葉村土石流沖刷末端。
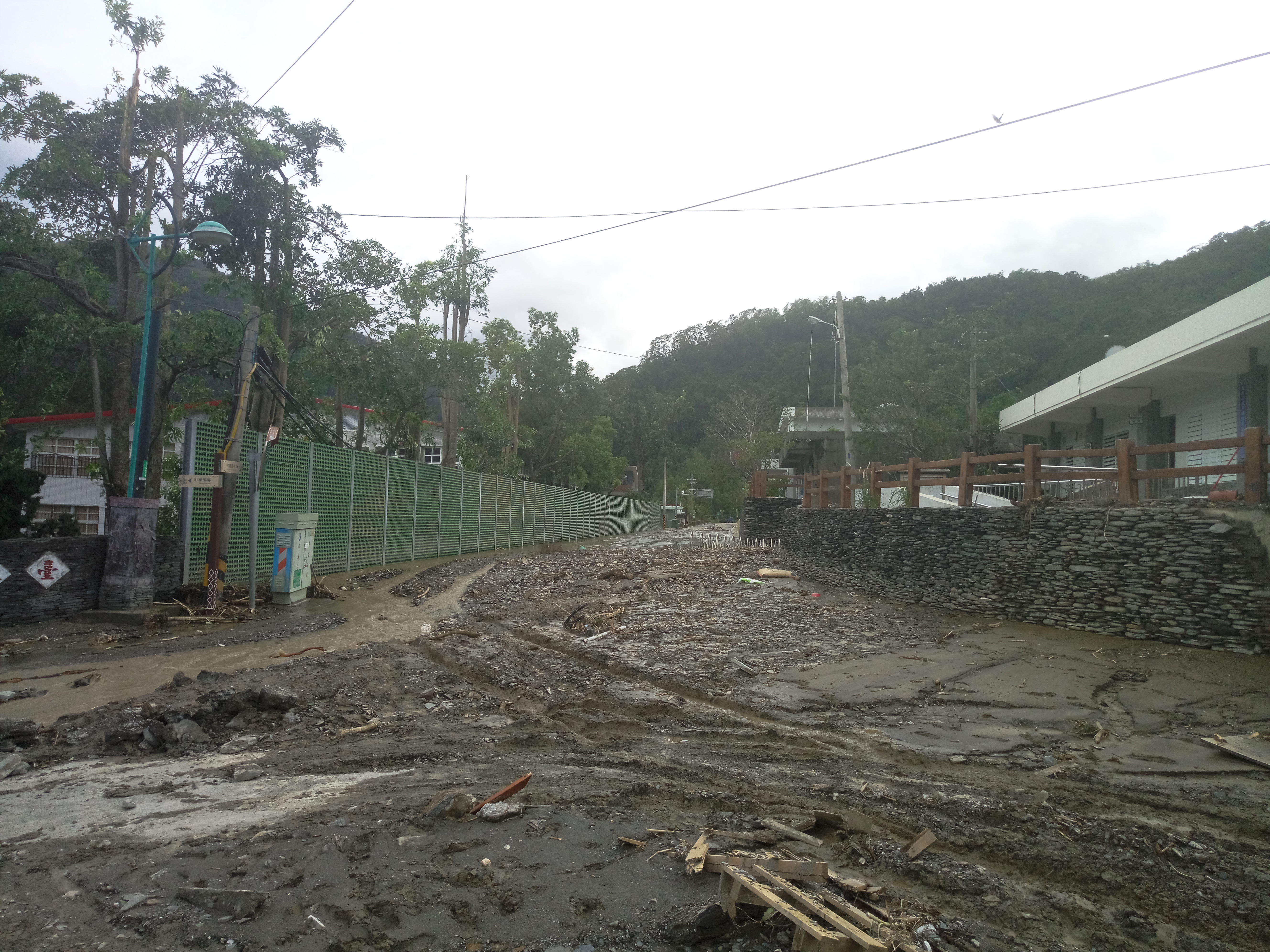
遭土石流掩埋的紅葉村主要幹道紅谷路，左方為紅葉國小的隔音板。
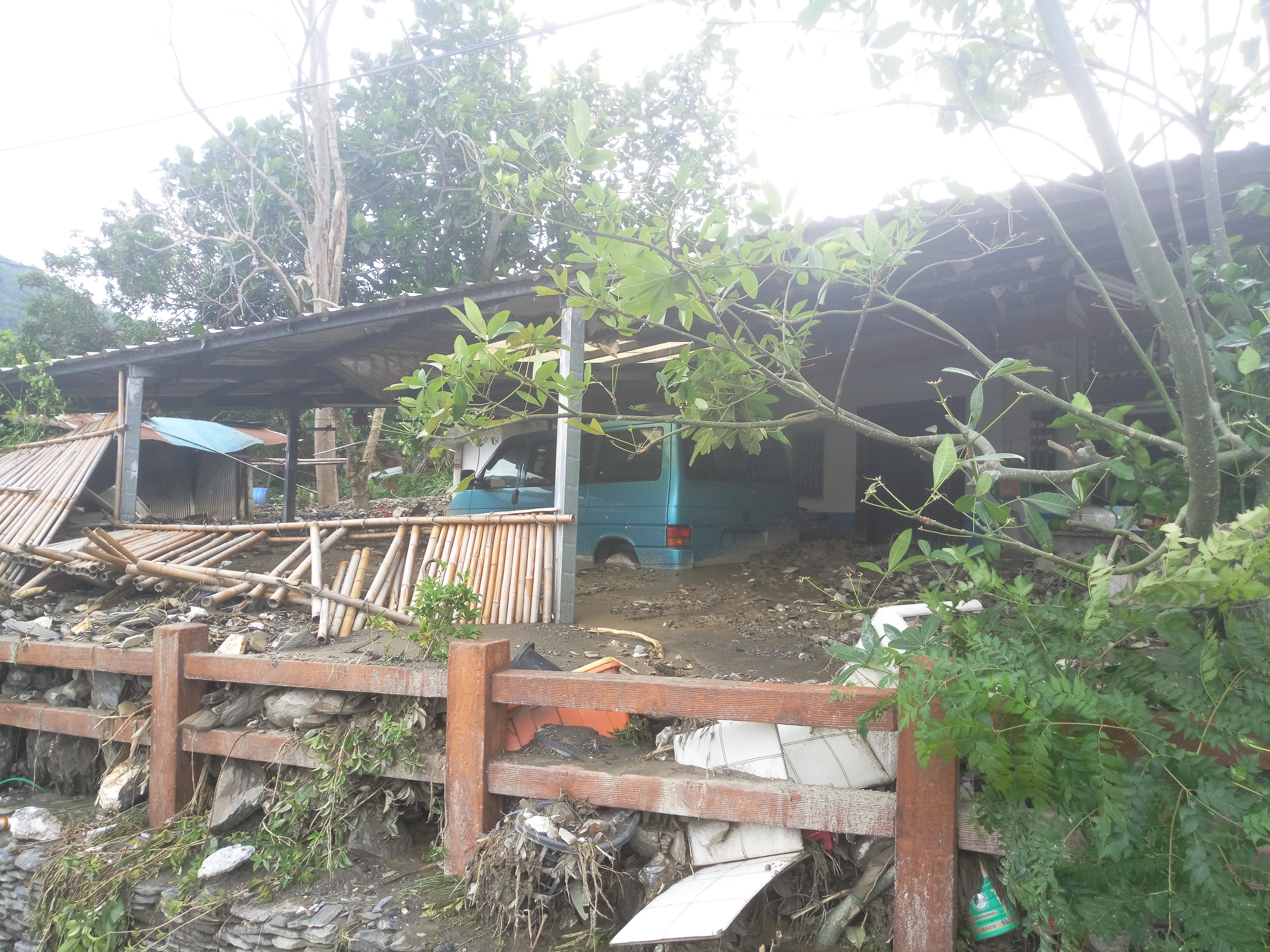
遭土石流沖入的民宅。
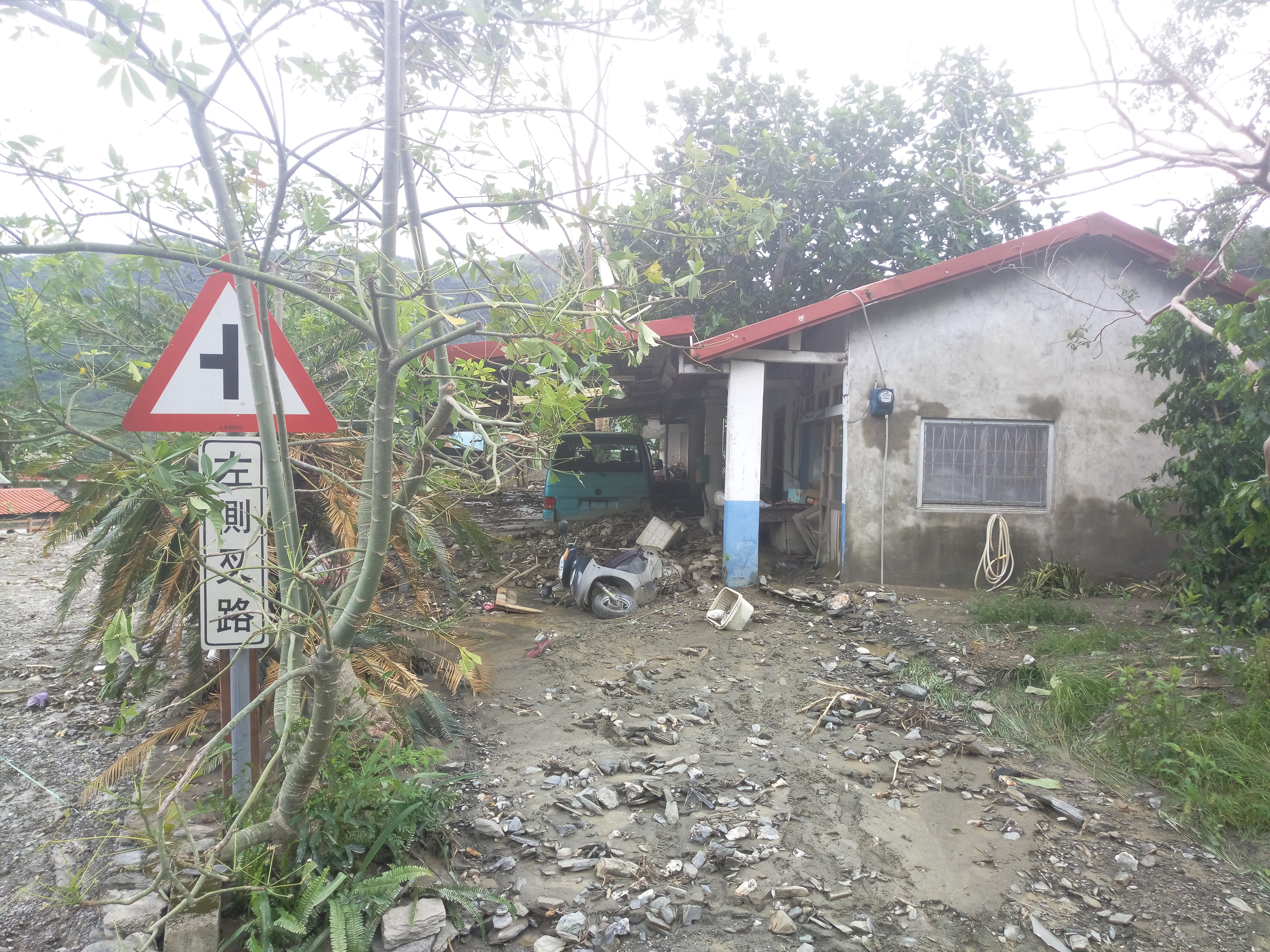
遭土石流沖入的民宅。
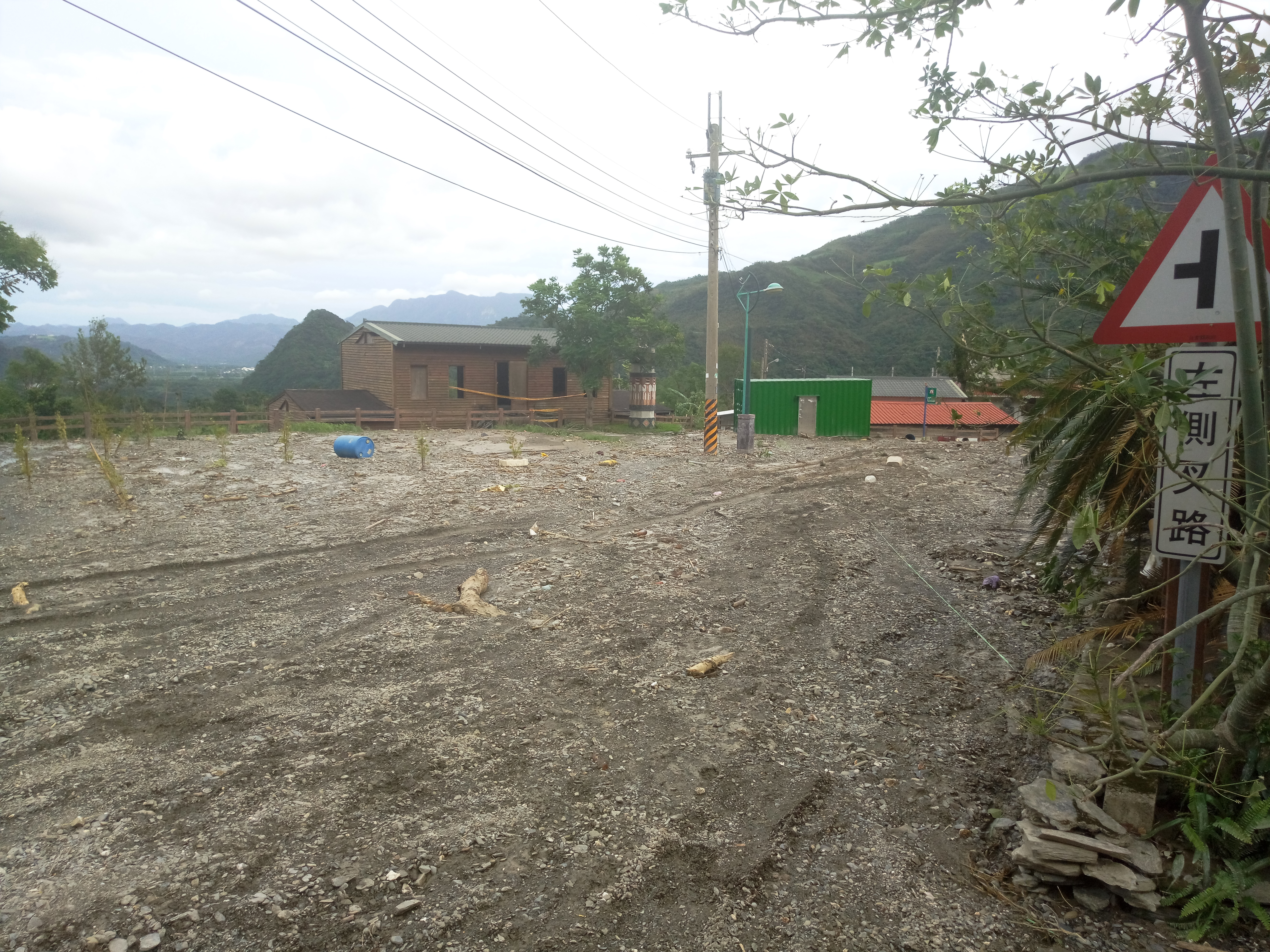
遭土石流掩埋的紅葉村主要幹道紅谷路。
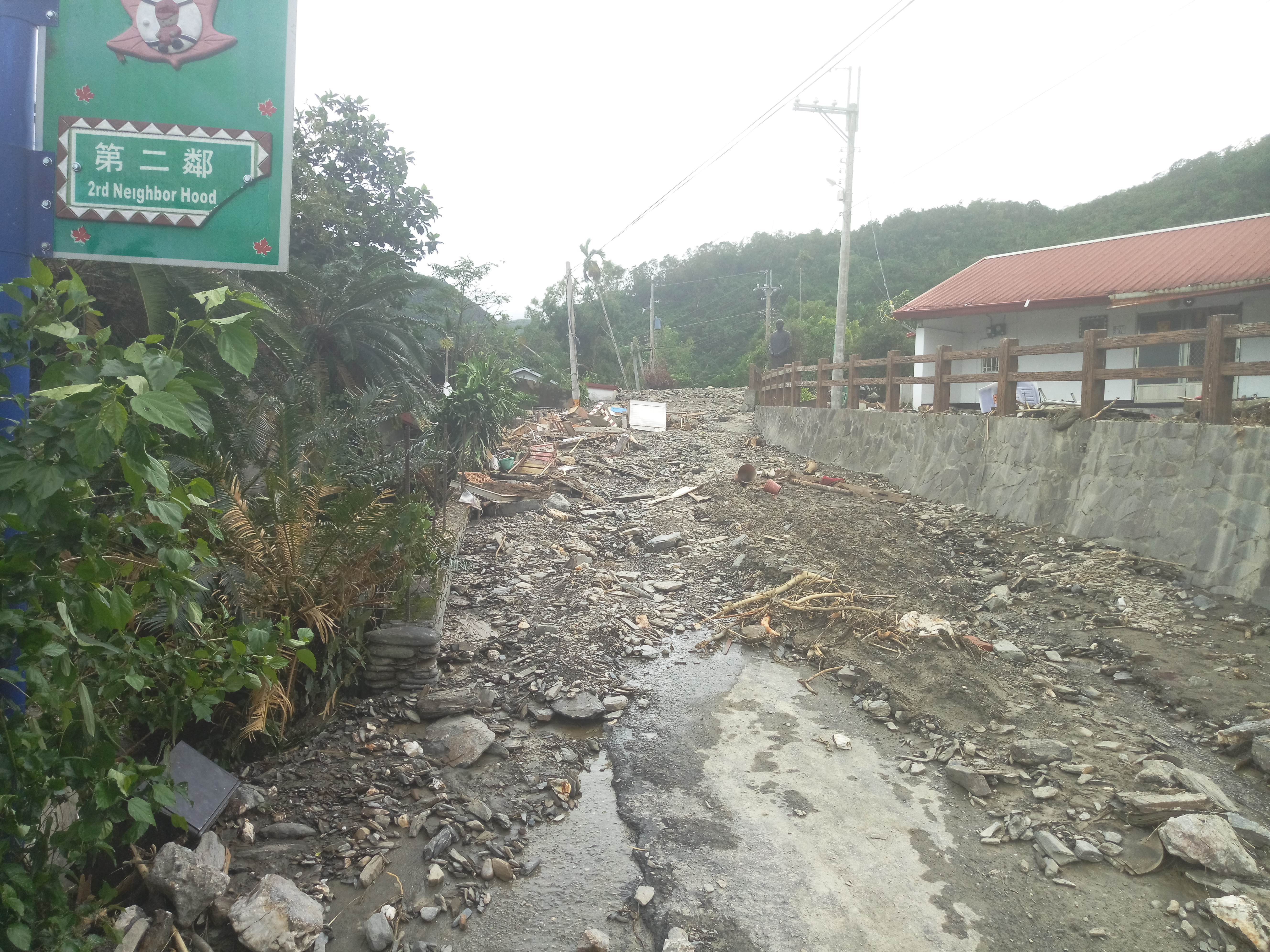
前往此次土石流災害最嚴重紅葉村第2鄰的道路。
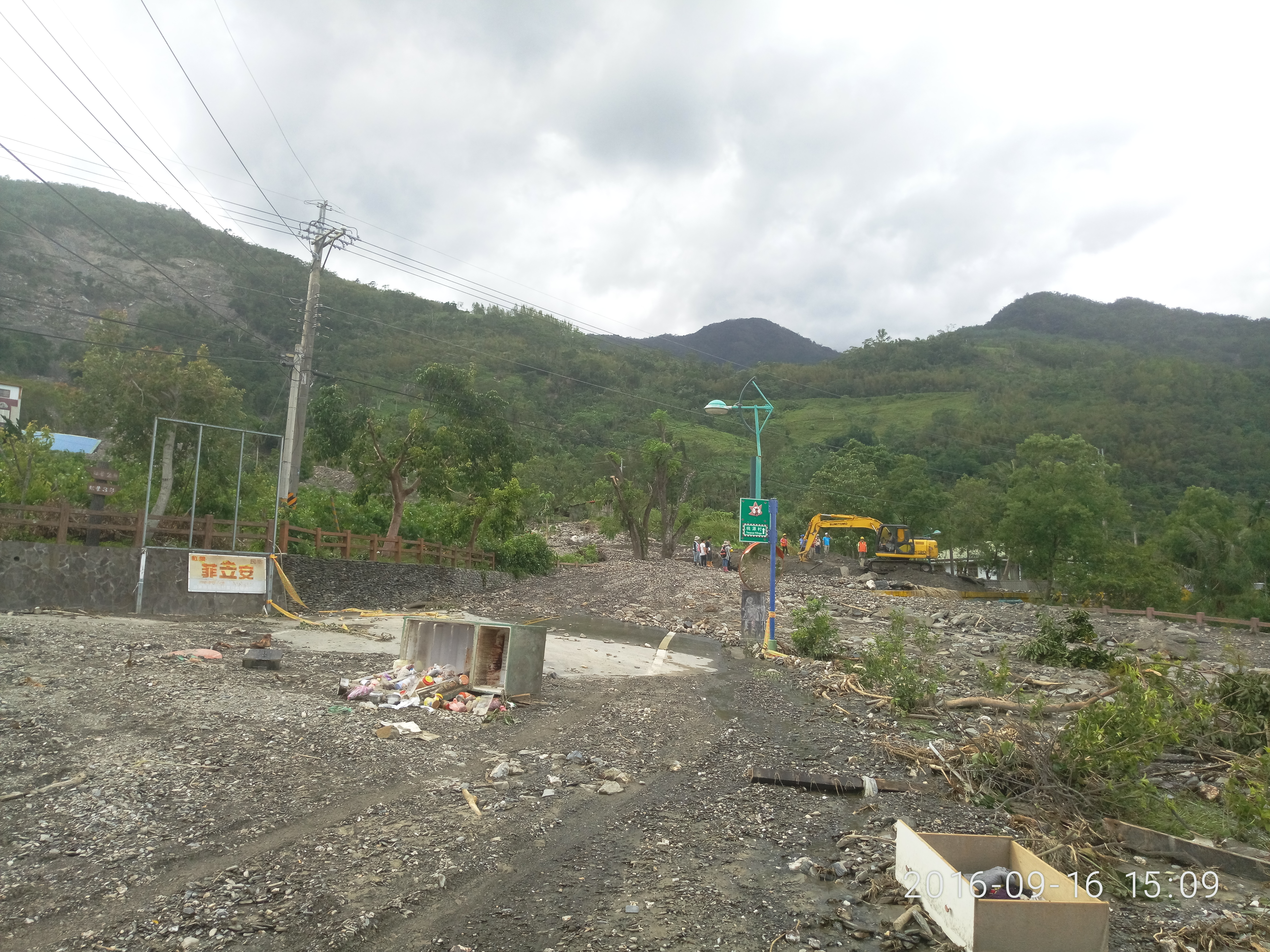
被土石流沖下山的冰箱。
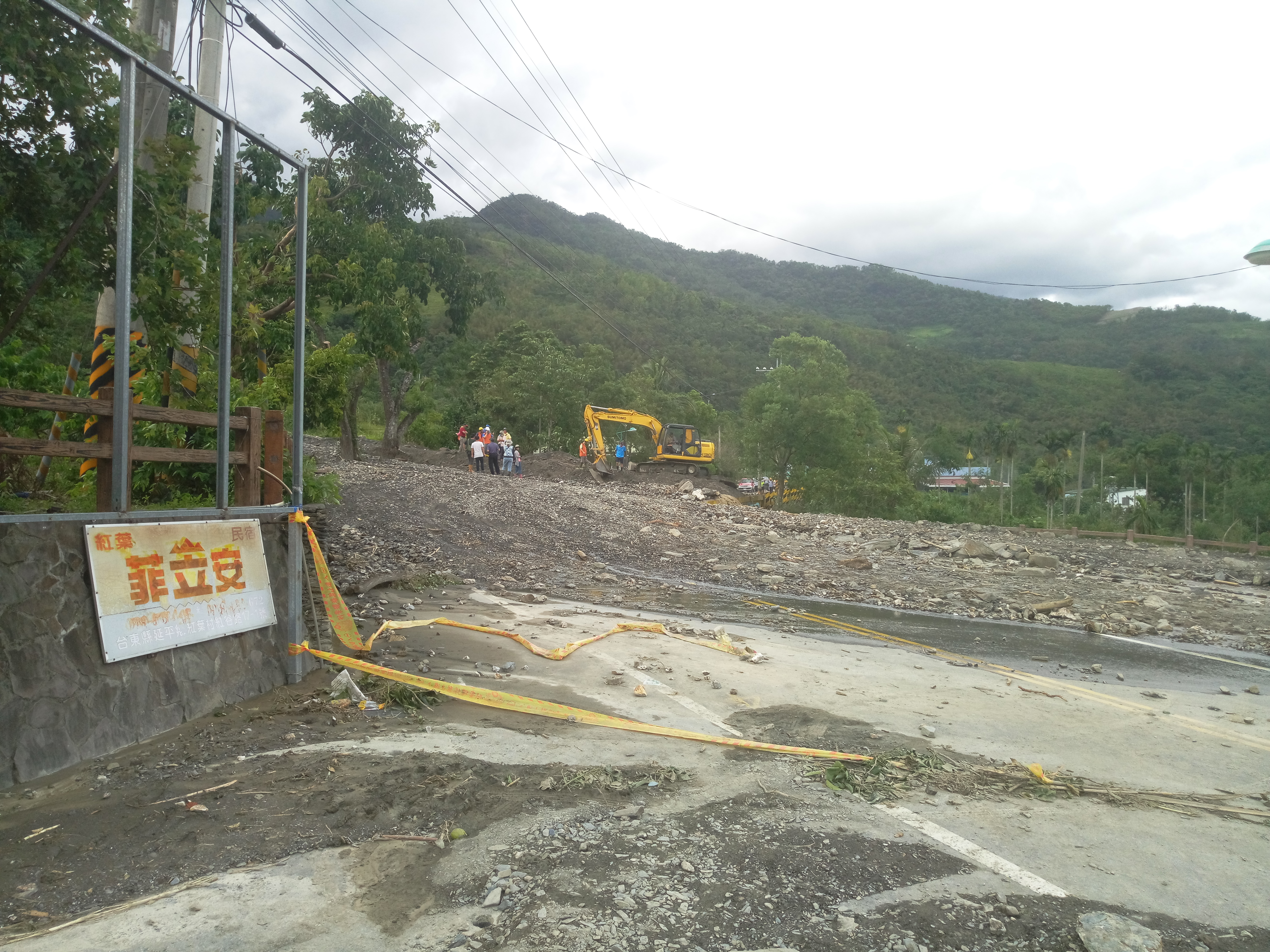
遠方挖土機正載著水保局土砂災害勘查小組肚溪進入災區。
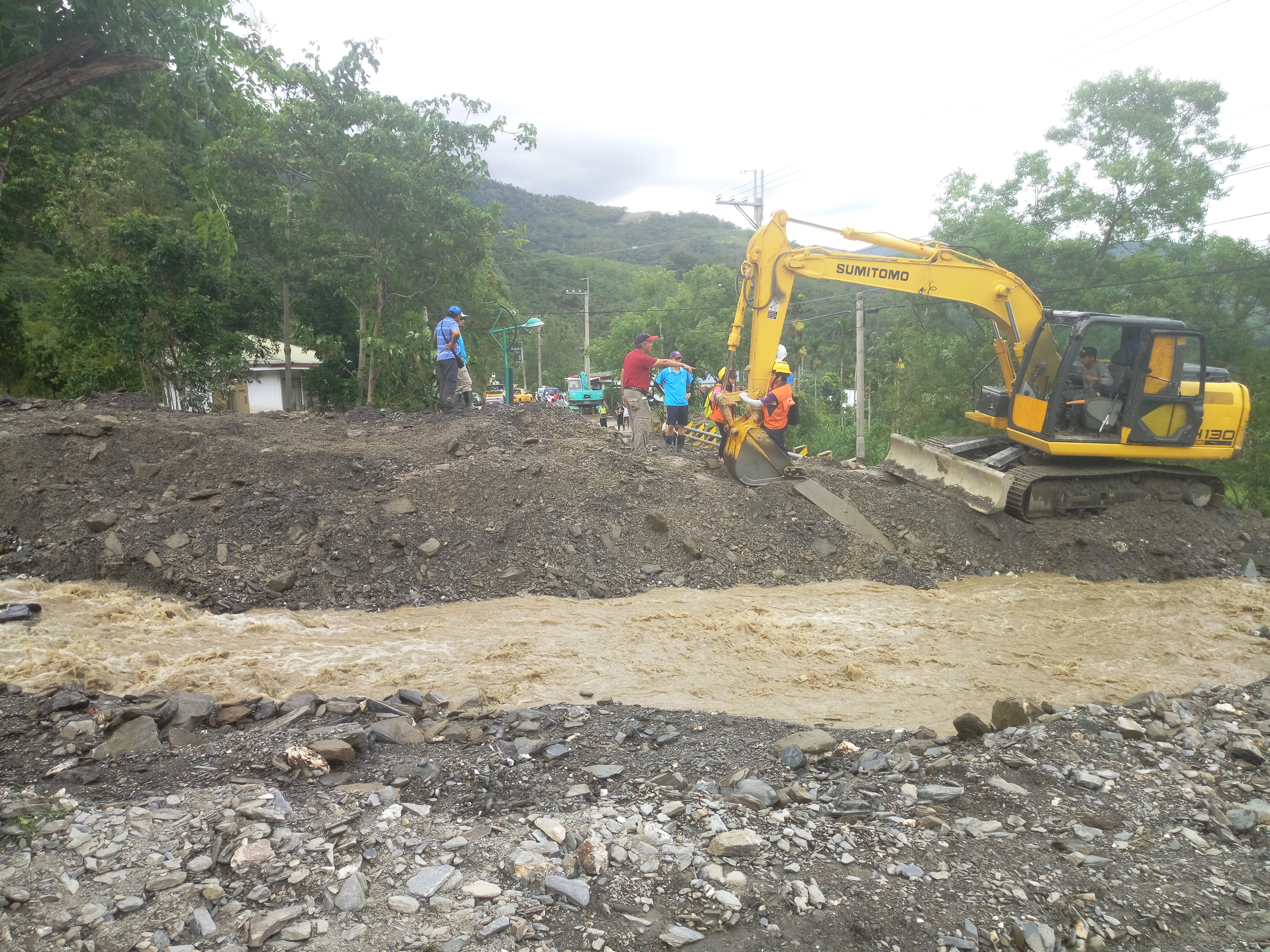
土石流沖下的山澗。
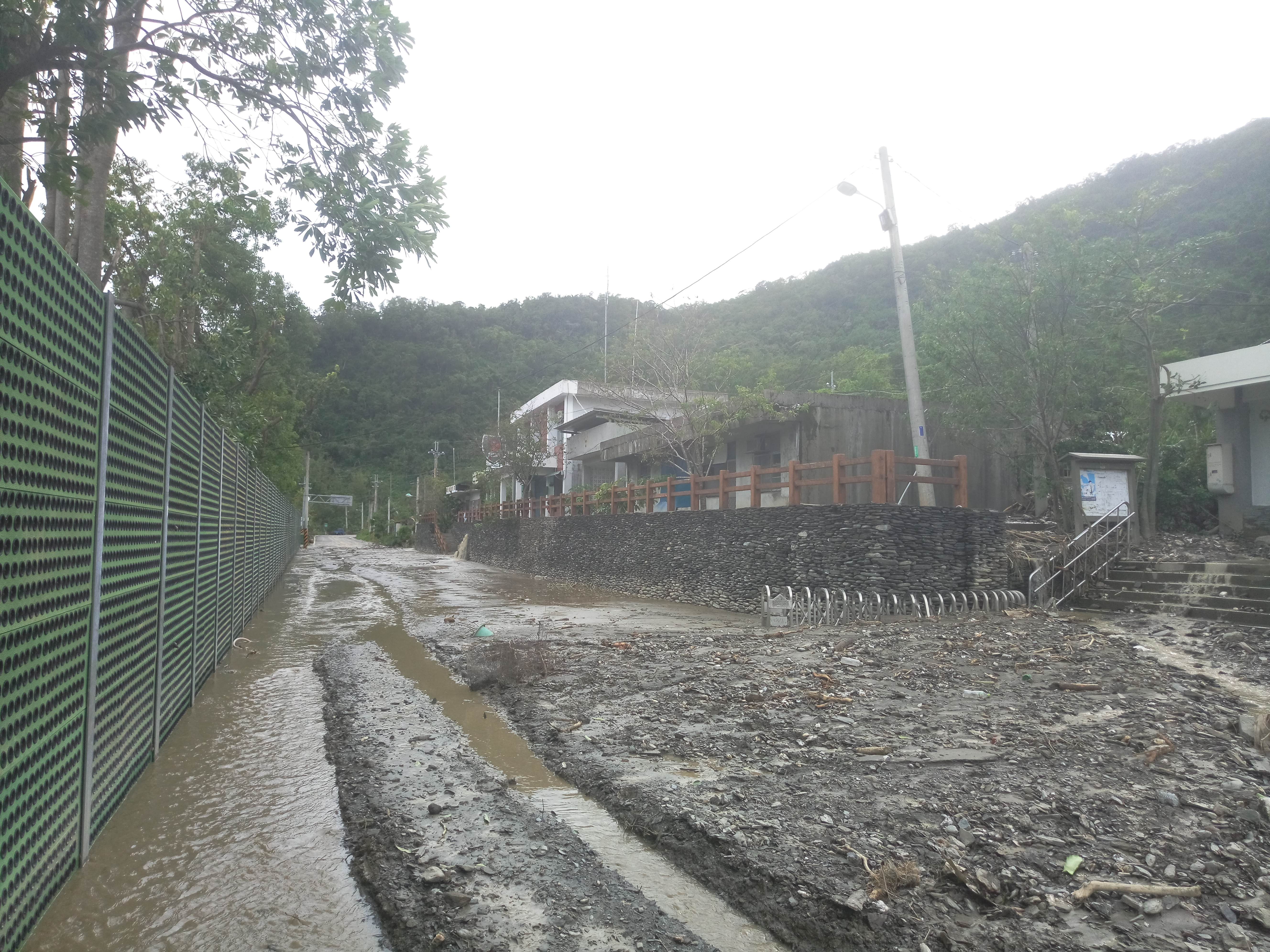
紅葉派出所也遭到土石流侵襲而暫時撤離。
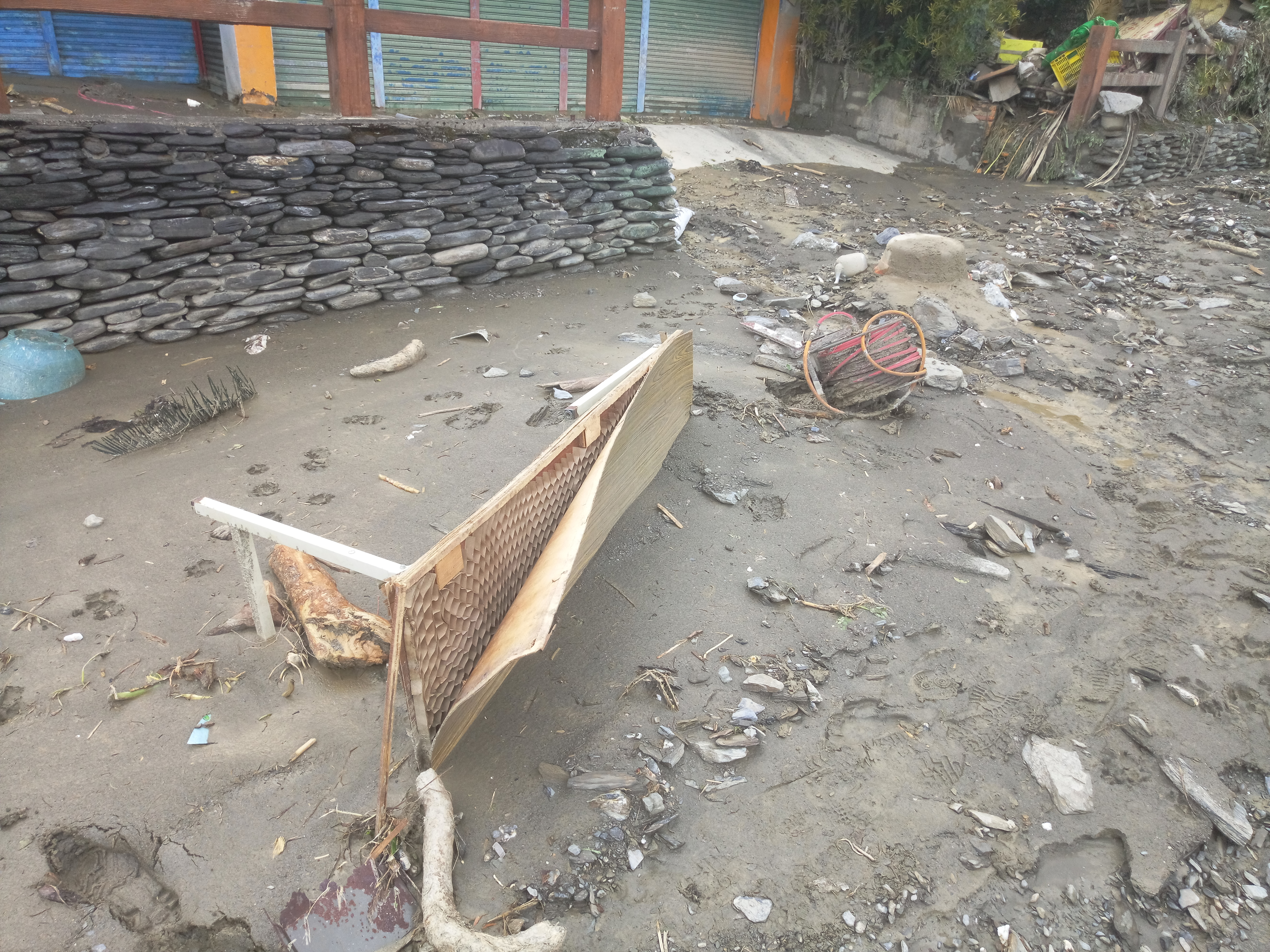
被土石流衝出房屋的木桌。
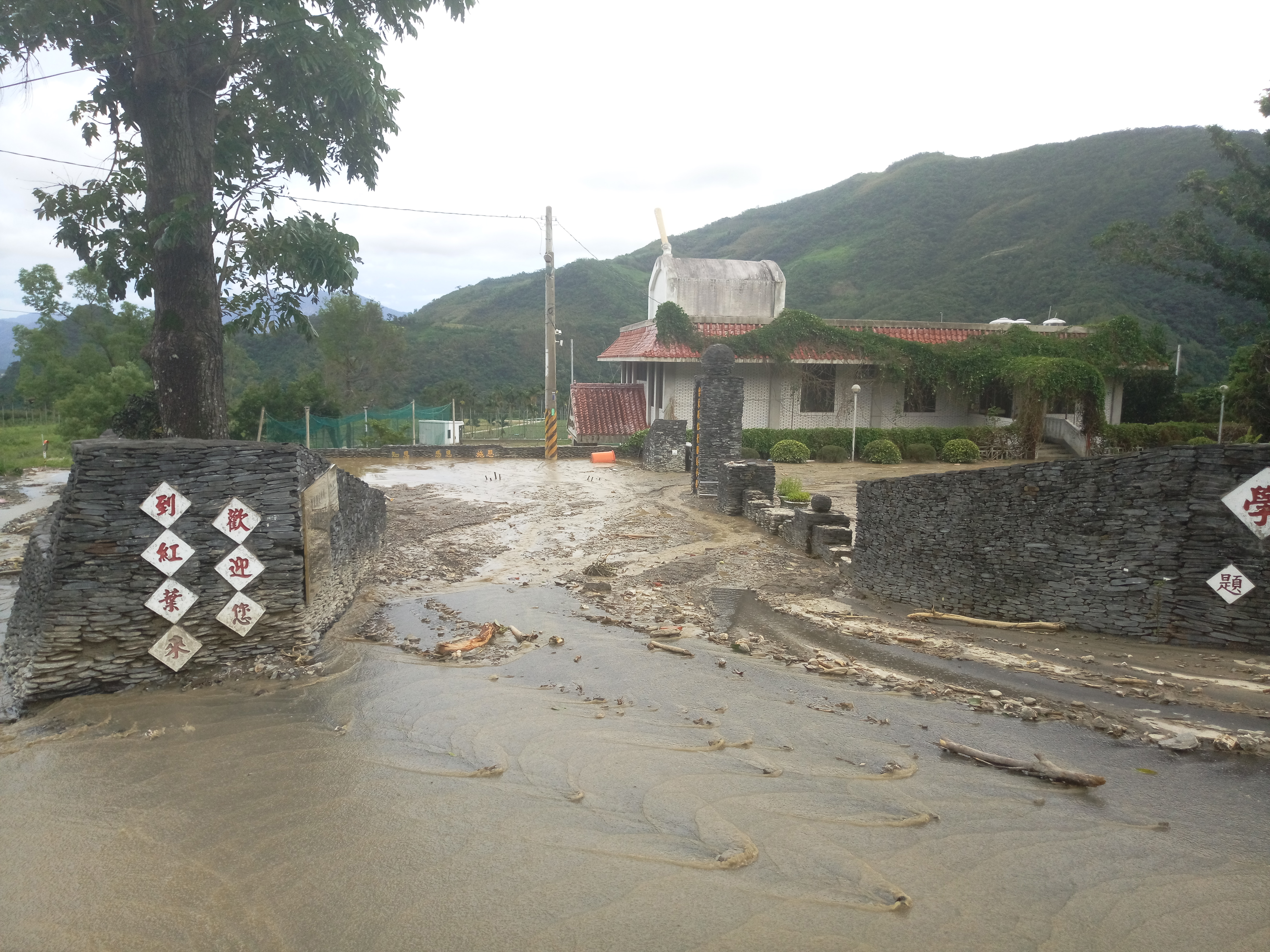
紅葉國小大門，此次紅葉國小雖位於紅谷路另一邊卻也受到土石流衝擊。

## 資料來源
1. ↑  . 人間福報. 2016-09-16  [2016-09-21]. （原始内容存档于2017-03-28） （中文（臺灣））.
2. ↑  . 中央氣象局.   [2016-09-21]. （原始内容存档于2016-09-18） （中文（臺灣））.
3. ↑  . 蘋果日報. 2016-09-14  [2016-09-21]. （原始内容存档于2017-03-28） （中文（臺灣））.
4. 1 2 3  章明哲. . 公視新聞網. 2016-09-15  [2016-09-21]. （原始内容存档于2017-03-28） （中文（臺灣））.
5. 1 2 3  李蕙君. . 聯合新聞網. 2016-09-16  [2016-09-21]. （原始内容存档于2017-03-28） （中文（臺灣））.
6. 1 2  . 臺東縣政府. 2016-09-15  [2016-09-21]. （原始内容存档于2017-03-28） （中文（臺灣））.
7. 1 2  . ETtoday新聞雲. 2016-09-16  [2016-09-21]. （原始内容存档于2017-03-28） （中文（臺灣））.
8. ↑  黃力勉. . 中國時報. 2016-09-15  [2016-09-21]. （原始内容存档于2017-03-28） （中文（臺灣））.
9. 1 2 3  王文傑. . 蘋果日報. 2016-09-17  [2016-09-21]. （原始内容存档于2017-03-28） （中文（臺灣））.
10. ↑  . PeoPo公民新聞. 2016-09-21  [2016-09-21]. （原始内容存档于2020-09-25） （中文（臺灣））.
11. 1 2  洪哲政. . 聯合新聞網. 2016-09-22  [2016-09-21]. （原始内容存档于2017-03-29） （中文（臺灣））.
12. ↑  李羽蝶. . 華視新聞網. 2016-09-23  [2016-09-21]. （原始内容存档于2017-03-28） （中文（臺灣））.
13. 1 2  . YouTube. 2016-09-21  [2016-09-23]. （原始内容存档于2017-05-12） （中文（臺灣））.
14. ↑  李先鳳. . 中央社. 2016-09-22  [2016-09-23]. （原始内容存档于2017-03-28） （中文（臺灣））.
15. 1 2  王烱華. . 蘋果日報. 2016-09-25  [2016-09-25]. （原始内容存档于2017-03-28） （中文（臺灣））.
16. ↑  . 行政院公共工程委員會. 2016-10-12  [2016-10-12]. （原始内容存档于2016-10-17） （中文（臺灣））.
17. ↑  洪哲政. . 聯合新聞網. 2016-09-23  [2016-09-21]. （原始内容存档于2016-11-08） （中文（臺灣））.
18. 1 2  . ETtoday新聞雲. 2016-09-19  [2016-09-23]. （原始内容存档于2016-09-21） （中文（臺灣））.
19. 1 2  . 行政院農業委員會水土保持局. 2016-09-19  [2016-09-23]. （原始内容存档于2017-03-28） （中文（臺灣））.